# Vaterstetten
Vaterstetten is een plaats in de Duitse deelstaat Beieren, en maakt deel uit van het Landkreis Ebersberg.
Vaterstetten telt 24.789 inwoners.
Anzing ·
Aßling ·
Baiern ·
Bruck ·
Ebersberg ·
Egmating ·
Emmering ·
Forstinning ·
Frauenneuharting ·
Glonn ·
Grafing bei München ·
Hohenlinden ·
Kirchseeon ·
Markt Schwaben ·
Moosach ·
Oberpframmern ·
Pliening ·
Poing ·
Steinhöring ·
Vaterstetten ·
Zorneding